# Az ördögűző epizódjainak listája
Ez a szócikk Az ördögűző című sorozat epizódjait listázza.
Valami nincs rendben a Rance családban. Angela Rance démoni erőkre gyanakszik, és két pap segítségét kéri: a haladó gondolkodású, de naiv Tomas Ortega atya és a megtört, szent harcos Marcus Keane atya érkezik a helyszínre. Együtt borzalmas rémálommal kénytelenek szembenézni.
Az ördögűző sorozat 2016. szeptember 23-án indult az Amerikai Egyesült Államokban a FOX televíziós csatornán. A sorozat 2 évad után 2017. december 15-én végleg befejeződött. Magyarországon a sorozatot a FOX sugározta

## Évadáttekintés
| Évad | Évad | Részek száma | Részek száma | Eredeti sugárzás     | Eredeti sugárzás   | Eredeti adó | Magyar sugárzás   | Magyar sugárzás  | Magyar adó |
| Évad | Évad | Részek száma | Részek száma | Évadbemutató         | Évadzáró           | Eredeti adó | Évadbemutató      | Évadzáró         | Magyar adó |
| ---- | ---- | ------------ | ------------ | -------------------- | ------------------ | ----------- | ----------------- | ---------------- | ---------- |
|      | 1.   | 10           | 10           | 2016. szeptember 23. | 2016. december 16. | FOX         | 2017. január 9.   | 2017. március 7. | FOX        |
|      | 2.   | 10           | 10           | 2017. szeptember 29. | 2017. december 15. | FOX         | 2017. november 2. | 2018. január 11. | FOX        |

## Epizód

### Első évad (2016)
| Sor. | Év. | Cím                                                                                | Rendező        | Író                                              | Premier                               | Nézettség   |
| --- | --- | ---------------------------------------------------------------------------------- | -------------- | ------------------------------------------------ | ------------------------------------- | ----------- |
| 1. | 1.  | Első fejezet: Kiáltásom jusson eléd! (Chapter One: And Let My Cry Come Unto Thee)  | Rupert Wyatt   | Tévéjáték: Jeremy Slater Történet: Jeremy Slater | 2016. szeptember 23. 2017. január 9.  | 2,85 millió |
| Valami nincs rendben a Rance családban. Angela Rance démoni erőkre gyanakszik, és két pap segítségét kéri: a haladó gondolkodású, de naiv Tomas Ortega atya és a megtört, szent harcos Marcus Keane atya érkezik a helyszínre. Együtt borzalmas rémálommal kénytelenek szembenézni. |     |                                                                                    |                |                                                  |                                       |             |
| 2. | 2.  | Második fejezet: Ne fesd az ördögöt a falra! (Chapter Two: Lupus in Fabula)        | Michael Nankin | Heather Bellson                                  | 2016. szeptember 30. 2017. január 16. | 1,98 millió |
| Miközben Egan püspök megtiltja Tomasnak az ördögűzés elvégzését Angela lányán, Marcus atya megszökik a Saint Aquinasból, csatlakozik Tomashoz, és sürgeti, hogy végleg felejtse el volt barátnőjét, Jessicát. A Rance család kapcsolata a démonnal elmélyül, és amikor Marcus rajtakapja Angelát azon, hogy szentelt vizet lop, részletesen ismerteti vele a tennivalókat. Chicago déli részén bizarr rituális gyilkosságsorozat veszi kezdetét. |     |                                                                                    |                |                                                  |                                       |             |
| 3. | 3.  | Harmadik fejezet: Megkísértés (Chapter Three: Let 'Em In)                          | Michael Nankin | Dre Ryan                                         | 2016. október 7. 2017. január 23.     | 1,95 millió |
| Kat nehezen néz szembe barátja, Julia halálával. Miközben ruhát szeretne vásárolni Julia temetésére, Caseynek egy szexi, drága és kissé illetlen darabot ajánlanak az egyik boltban. Marcus és Tomas engedélyt kér az ördögűzés elvégzéséhez, így elvisznek egy, a Rance család otthonában készített felvételt a pápai követhez, ahol a megdöbbentő hírek örökre megváltoztatják Marcus életét.                                                  |     |                                                                                    |                |                                                  |                                       |             |
| 4. | 4.  | Negyedik fejezet: Az ördög mindenhol ott van (Chapter Four: The Moveable Feast)    | Craig Zisk     | Adam Stein                                       | 2016. október 14. 2017. január 30.    | 1,97 millió |
| Angela egyre nyugtalanabb lánya romló állapota miatt, a démon pedig ártatlan áldozatok felé fordítja figyelmét. Miközben Tomas atyát meglátogatja egy régi ismerős, Marcus váratlan helyre utazik, és szokatlan forrásból kap tanácsot. Az idő egyre fogy, a két papnak pedig el kell dönteni, hogy megszegik-e az egyházi szabályokat, és elvégeznek-e egy nem jóváhagyott ördögűzést.                                                          |     |                                                                                    |                |                                                  |                                       |             |
| 5. | 5.  | Ötödik fejezet: Én igen nagy vétkem (Chapter Five: Through My Most Grievous Fault) | Jason Ensler   | David Grimm                                      | 2016. október 21. 2017. január 31.    | 1,87 millió |
| Megkezdődik az ördögűzés. Ahogy az évszázad vihara Chicago városára tör, Tomas és Marcus atya felveszi a spirituális küzdelmet a démon ellen. De a lény már lesben áll, és tartogat néhány saját titkot is. Mindeközben észrevétlenül elkezdi manipulációit, hogy széthúzást támasszon a Rance család tagjai között. Néhányuk hűségét próbára teszik, és az életük örökre megváltozik.                                                           |     |                                                                                    |                |                                                  |                                       |             |
| 6. | 6.  | Hatodik fejezet: A hajnalcsillag (Chapter Six: Star of the Morning)                | Jennifer Phang | Laura Marks                                      | 2016. november 4. 2017. február 7.    | 1,83 millió |
| A Rance család a média kereszttüzébe kerül, miután fény derül Cayes Rance démoni megszállására. Miközben a lány története országos hír lesz, Tomas atya váratlanul szintén a figyelem középpontjában találja magát. Bennett atya részt vesz a pápai látogatást előkészítő gálán Maria Waltersnél, ahol a felső tízezer vitatja meg az angyali jelenlét jeleit a mindennapokban, Marcus nyomozása pedig a város legsötétebb bugyraiba vezeti őt.  |     |                                                                                    |                |                                                  |                                       |             |
| 7. | 7.  | Hetedik fejezet: Hazugságok atyja (Chapter Seven: Father of Lies)                  | Tinge Krishnan | Charise Castro Smith                             | 2016. november 11. 2017. február 14.  | 1,61 millió |
| A Rance család kezd szétesni, miközben napok telnek el úgy, hogy eltűnt lányuk nem jelentkezik. Marcus Bernadette nővér segítségét kéri a legutóbbi problémájával kapcsolatban, Tomas hazugságok hálójába gabalyodik miután Casey esete kitudódik, Bennett atya nyomozása a rejtélyes Tattersal vállalatnál pedig közvetlen veszélybe sodorja.                                                                                                   |     |                                                                                    |                |                                                  |                                       |             |
| 8. | 8.  | Nyolcadik fejezet: A hozzátartozók (Chapter Eight: The Griefbearers)               | Louis Milito   | Marcus Gardley                                   | 2016. november 18. 2017. február 21.  | 1,67 millió |
| Miközben Marcus, Tomas és Bernadette nővér versenyt fut az idővel a démon legyőzése érdekében, a Rance-család a konfliktus középpontjában találja magát. Mivel a pápa látogatásáig már csak pár nap van hátra, az Egyház ellenségei durva lépésekhez folyamodnak. Angela szembenéz egy régi ismerőssel, Kat pedig új jövőt fontolgat. |     |                                                                                    |                |                                                  |                                       |             |
| 9. | 9.  | Kilencedik fejezet: 162 (Chapter Nine: 162)                                        | Bill Johnson   | Franklin Jin Rho , Jeremy Slater                 | 2016. december 9. 2017. február 28.   | 1,66 millió |
| Tomasnak soha vissza nem térő lehetőséget kínálnak, Marcus megdöbbentő felfedezést tesz, a Rance családra pedig új veszély leselkedik. |     |                                                                                    |                |                                                  |                                       |             |
| 10. | 10. | Tizedik fejezet: Három szoba (Chapter Ten: Three Rooms)                            | Jason Ensler   | Jeremy Slater                                    | 2016. december 16. 2017. március 7.   | 1,75 millió |
| A démon eltökélten igyekszik elpusztítani a Rance családot, miközben az Egyház ellenségei Sebastian pápa ellen szervezkednek. |     |                                                                                    |                |                                                  |                                       |             |

### Második évad (2017)
| Sor. | Év. | Cím                                                                      | Rendező                   | Író                           | Premier                                | Nézettség   |
| --- | --- | ------------------------------------------------------------------------ | ------------------------- | ----------------------------- | -------------------------------------- | ----------- |
| 11. | 1.  | Első fejezet: Janus (Janus)                                              | Jason Ensler              | Heather Bellson               | 2017. szeptember 29. 2017. november 2. | 1,58 millió |
| Hat hónappal Chicago elhagyása után Tomas atya tovább folytatja felkészülését, hogy ördögűzővé váljon társa, Marcus Keane vigyázó tekintetétől kísérve. Utuk egy zavart, fiatal nőhöz vezeti őket Montana elhagyatott részén, ahol a nyomozásuk miatt a nő tágabb családja gyanakodva figyeli őket. De miközben Tomas egyre tovább fejlődik, Marcus aggódni kezd, hogy tanítványa felesleges kockázatokat vállal. A történet ezután egy félreeső kis szigeten folytatódik Seattle partjaitól nem messze, ahol Andy Kim hátrányos helyzetű, árva gyerekeknek tart fenn egy nevelőotthont, amelynek élete fenekestül felfordul, amikor egy szociális munkás érkezik a szigetre, hogy döntsön az intézmény esetleges bezárásáról. Azt azonban nem is sejtik, hogy a valódi veszély még nem érte el őket: egy fenyegető jelenlét, amely kiszemelte magának az Andyre bízott egyik gyermeket. |     |                                                                          |                           |                               |                                        |             |
| 12. | 2.  | Második fejezet: Teljes biztonságban (Safe as Houses)                    | Deran Sarafian            | Adam Stein                    | 2017. október 6. 2017. november 9.     | 1,36 millió |
| 13. | 3.  | Harmadik fejezet: Tisztátalan (Unclean)                                  | Ti West                   | Manny Coto                    | 2017. október 13. 2017. november 16.   | 1,35 millió |
| 14. | 4.  | Negyedik fejezet: Bánat (One for Sorrow)                                 | So Yong Kim               | Rebecca Kirsch                | 2017. október 20. 2017. november 23.   | 1,23 millió |
| 15. | 5.  | Ötödik fejezet: Isten kegyelméből (There but for the Grace of God, Go I) | Alex Garcia Lopez         | Alyssa Clark                  | 2017. november 3. 2017. november 30.   | 1,45 millió |
| 16. | 6.  | Hatodik fejezet: Kedves Niki (Darling Nikki)                             | Jason Ensler              | Franklin Jin Rho & Adam Stein | 2017. november 10. 2017. december 7.   | 1,27 millió |
| 17. | 7.  | Hetedik fejezet: Segíts! (Help Me)                                       | Steven A. Adelson         | David Grimm                   | 2017. november 17. 2017. december 14.  | 1,33 millió |
| 18. | 8.  | Nyolcadik fejezet: Pokol a Mennyben (A Heaven of Hell)                   | Meera Menon               | Heather Bellson , M. Willis   | 2017. december 1. 2017. december 21.   | 1,18 millió |
| 19. | 9.  | Kilencedik fejezet: Szertartás és ismétlés (Ritual & Repetition)         | Elizabeth Allen Rosenbaum | Sean Crouch                   | 2017. december 8. 2018. január 4.      | 1,15 millió |
| 20. | 10. | Tizedik fejezet: Méltatlan (Unworthy)                                    | Jason Ensler              | Jeremy Slater                 | 2017. december 15. 2018. január 11.    | 1,28 millió |